# Stephany Abasali
Stephany Adriana Abasali Nasser (Puerto Ordaz, Estado Bolívar, 26 de julio de 2000) es una reina de belleza venezolana ganadora del título de Miss Venezuela 2024. Es la segunda representante del estado Anzoátegui en obtener este título en la historia del certamen y representará a Venezuela en el certamen Miss Universo 2025.

## Biografía y trayectoria
Nació en Puerto Ordaz, Bolívar el 26 de julio de 2000. Vivió parte de su infancia en la población de El Callao y en Melbourne, Australia, hasta que regresó a Puerto Ordaz.   También vivió en Miami, Estados Unidos, durante varios años. Es la hija mayor de padre sirio y madre libanesa, que emigraron a Venezuela durante los años 70 y actualmente estudia Economía en la Florida International University, donde se encuentra en su penúltimo semestre.
Abasali también asistió , pagando su entrada en la alfombra roja del 78.º Festival de Cannes celebrado en mayo de 2025,  usando un vestido negro del diseñador Michael Cinco. 

## Concursos de belleza

### Miss y Mister Turismo Venezuela 2023
Abasali representó al estado Bolívar en el certamen Miss Turismo Venezuela 2023, donde ganó el título el 28 de agosto de 2023. Posteriormente, fue semifinalista entre las diez mejores en Miss Tourism World 2023, celebrado el 22 de diciembre de 2023 en Quanzhou, China.

### Miss Venezuela 2024
El 5 de diciembre de 2024, Abasali fue coronada Miss Venezuela 2024, superando a otras 22 candidatas. Este logro la convierte en la segunda mujer del estado Anzoátegui en ganar este título, después de Olga Antonetti (1962).

### Miss Universo 2025
Como ganadora del certamen Miss Venezuela 2024, Abasali representará a Venezuela en Miss Universo 2025

## Cronología
| Predecesora: Ileana Márquez  | Miss Venezuela 2023  | Sucesora: - |
| Predecesora: Giorgiana Rosas | Miss Anzoátegui 2024 | Sucesora: - |

| Venezuela en los Grand Slam 2025 | Venezuela en los Grand Slam 2025 | Venezuela en los Grand Slam 2025 | Venezuela en los Grand Slam 2025 | Venezuela en los Grand Slam 2025 | Venezuela en los Grand Slam 2025 | Venezuela en los Grand Slam 2025 | Venezuela en los Grand Slam 2025 |
| Miss Universo                    | Miss Mundo                       | Miss Internacional               | Miss Intercontinental            | Miss Tierra                      | Miss Supranacional               | Miss Grand Internacional         | Miss Charm                       |
| -------------------------------- | -------------------------------- | -------------------------------- | -------------------------------- | -------------------------------- | -------------------------------- | -------------------------------- | -------------------------------- |
| Stephany Abasali                 | Valeria Cannavò                  | Alessandra Guillén               | Por anunciar                     | Por anunciar                     | Leix Collins                     | Por anunciar                     | Por anunciar                     |